# مارچوبه دماغه
مارچوبه دماغه (نام علمی: Asparagus capensis) نام یک گونه از سرده مارچوبه است.